# Équipe d'Espagne de curling
L'équipe d'Espagne de curling est la sélection qui représente l'Espagne  dans les compétitions internationales de curling.
En 2017, l'équipe nationale est classé comme nation numéro 22 chez les hommes et 20 chez les femmes.

## Palmarès et résultats

### Palmarès masculin
Titres, trophées et places d'honneur
- Championnats du monde Hommes 
  - aucune participation
- Championnats d'Europe Hommes depuis 2008 (1 participation(s))
  - Meilleur résultat : 10ème pour : Championnats d'Europe Hommes - Round Robin

### Palmarès féminin
Titres, trophées et places d'honneur
- Championnats du monde Femmes
  - aucune participation
- Championnats d'Europe Femmes
  - aucune participation (6ème pour : Championnats d'Europe Femmes - Division B - Round Robin)

### Palmarès mixte
Titres, trophées et places d'honneur
- Championnat du Monde Doubles Mixte depuis 2015 (2 participation(s))
  - Meilleur résultat : Huitièmes de finale en 2017